# Імура Такенорі
Імура Такенорі (яп. 井村 武則, нар. 14 липня 1952, префектура Сідзуока, Японія) — японський майстер бойових мистецтв, спеціалізується на шотокан карате. Володар 8-го дана за системою Японської асоціації карате (JKA), багаторазовий чемпіон Японії та світу з ката, один із провідних інструкторів JKA.

## Біографія
Народився в префектурі Сідзуока (Японія) 14 липня 1952 року. Навчався в Японському університеті. Займатися карате почав на першому курсі університету.

## Спортивні досягнення
Імура Такенорі здобув численні перемоги на національних та міжнародних змаганнях з карате, зокрема:
- Чемпіонати Японії (JKA All Japan Karate Championship):
  - 1-ше місце в ката: 1991, 1992, 1993, 1994, 1995, 1996.
  - 2-ге місце в ката: 1988, 1991.
  - 3-тє місце в ката: 1990.
  - 3-тє місце в куміте: 1980.karatecoaching.com+2Вікіпедія+2jka.or.jp+2jka.or.jp

- Shoto World Cup Karate Championship Tournament:
  - 1-ше місце в ката: 1987 (Брисбен), 1994 (Філадельфія).
  - 1-ше місце в груповому ката: 1987 (Брисбен), 1996 (Осака).
  - 2-ге місце в ката: 1992 (Токіо).

## Викладацька діяльність
Після завершення активної спортивної кар'єри Імура Такенорі зосередився на викладацькій діяльності. Він обіймає посаду заступника генерального менеджера технічного відділу JKA та є членом інструкторського комітету асоціації. У квітні 2019 року Імура провів інтенсивну п'ятиденну тренувальну програму в Новій Зеландії, де навчав як базовим, так і просунутим ката, а також проводив заняття з кіхон та джію куміте. У заході взяли участь близько 170 каратистів з усієї країни.jka.or.jp

## Внесок у розвиток карате
Імура Такенорі зробив значний внесок у розвиток шотокан карате як у Японії, так і в усьому світі. Його викладацька діяльність, участь у міжнародних семінарах та змаганнях сприяли популяризації карате та підвищенню рівня майстерності каратистів у багатьох країнах.

## Цікаві факт
Мотто Імури: «Тверда віра» (англ. Firm faith).Він є одним із небагатьох майстрів, які досягли 8-го дана в шотокан карате. Його ім'я часто згадується серед найвідоміших інструкторів JKA разом з такими майстрами, як Уекі Масаакі, Осака Йошіхару та Нака Тацуя.